# Silver Tower Center we Wrocławiu
Silver Tower Center – budynek położony przy Placu Konstytucji 3 Maja we Wrocławiu, oddany do użytkowania w 2014 r. W budynku tym, zlokalizowanym w pobliżu dworca kolejowego Wrocław Główny, przewidziano funkcję hotelową wraz z centrum konferencyjnym, także biurową i handlową  . Budynek zaliczany jest do grupy budynków wysokich (W), choć niektórzy autorzy określają go jako wysokościowy .

## Działka budowlana
Miejsce w którym powstał budynek to teren otoczony ulicami: Stanisława Małachowskiego, Jana Henryka Dąbrowskiego, Dworcową i ulicą przypisaną do Placu Konstytucji 3 Maja   długości około 107 m . Do połowy 1990 r. w miejscu tym funkcjonował dworzec autobusowy PKS. Po oddaniu do użytkowania nowego dworca autobusowego przy ulicy Suchej, stary dworzec został rozebrany, a działka budowlana sprzedana. Ogrodzona działka z wykonanym wykopem przez wiele lat stała pusta do czasu rozpoczęcia tej inwestycji.
W efekcie tej inwestycji powstał nowy budynek, zajmujący częściowo ten teren. W pozostałej części przed budynkiem, w miejscu starego cmentarza żydowskiego, powstał miejski plac. Usytuowano tu przedwojenny słup ogłoszeniowy z zegarem (tzw. Normaluhr), ławki i drzewka, a także zarezerwowano miejsce dla kawiarnianych i restauracyjnych ogródków .

## Projekt i architektura
Budynek został zaprojektowany w «Maćków Pracowania Projektowa» . Pracami kierował Zbigniew Maćków i Katarzyna Korsak. Składa się na niego część niższa stanowiąca podstawę oraz część wyższa w postaci charakterystycznej wieży. Ma ona wysokość 54,65 m. Składa się na nią 13 pięter  (tj. 14 kondygnacji ), a część niższa ma 6 kondygnacji . Pod budynkiem znajdują się dwie kondygnacje podziemne . Cały budynek, zarówno część niższa, jak i wyższa, z zewnątrz wygląda jakby składał się z wielu różnych brył położonych jedna na drugą , które się mijają . Intencją autorów projektu było stworzenie budynku, który pomimo swej wysokości nie był zbyt przysadzisty. Budynek ma 30,5 tys. m² powierzchni użytkowej. W kondygnacjach podziemnych urządzono parking z 184 miejscami postojowymi, a na parterze pasaż handlowy.

## Inwestycja
Inwestorem dla tej budowy była firma «Wisher Enterprise». Inwestycja kosztowała 113 milionów zł  . W 1999 r., na wniosek innego inwestora, wydano dla tego terenu decyzję o warunkach zabudowy i zagospodarowania terenu. W 2000 r. uchwalono dla tego obszaru miejscowy plan zagospodarowania. Plan dopuszczał budowę jedynie 6 kondygnacji, lecz obecny inwestor uzyskał pozwolenie na budowę na podstawie wcześniej wydanej, korzystniejszej, decyzji o warunkach zabudowy i zagospodarowania terenu przeniesionej z innego inwestora. Rozpoczęcie budowy nastąpiło w maju 2012 r. .

## Oddanie do użytkowania
Budynek został oddany do użytkowania w październiku 2014 r.. Następnie urządzona została uroczystość oficjalnego jego otwarcia w której uczestniczyli między innymi: Adam Grehl (Wiceprezydent Wrocławia), Oleg Wyszniakow (Inwestor), Arczil Chabadze, i in.. Uroczystość miała miejsce 23 października 2014 .

## Użytkowanie
W budynku przewidziano szereg funkcji w tym powierzchnie na potrzeby biurowe, hotelowe i handlowe. Zlokalizowano także parking w garażu wielostanowiskowym. Około połowy powierzchni użytkowej budynku przeznaczona jest na wynajem.
W budynku przewidziano następujące funkcje:
- hotel «Ibis Styles Wrocław Centrum», 133 pokoje (***)[10][1][2] [3]
- centrum konferencyjne przy hotelu[9]
- biura – ok. 7,5 tys. m² zlokalizowanych w wieży[9]
- pasaż handlowy[9]
- sklep «Biedronka»[2] [9], o pow. 1100 m² w pierwszej kondygnacji podziemnej[2]
- parking w kondygnacjach podziemnych na 184 miejsca postojowe[3] [9].

## Hotel
W budynku zlokalizowany został hotel «Ibis Styles»  . Jest to otwarty trzeci w Polsce obiekt tej sieci . Oferuje 133 pokoje gościnne i centrum konferencyjne  . Hotel urządzony jest w stylu „Alicji w Krainie Czarów”. Położony jest w części niższej budynku, a na parterze urządzone jest hotelowe lobby. Według informacji podanej przez dyrektora hotelu – od początku października 2014, hotel przyjął 2,5 tys. gości w ciągu tego jednego, pierwszego miesiąca . Hotel ma trzy gwiazdki  (3,5 gwiazdek ).
Częścią hotelu jest centrum konferencyjne, na które składa się kilka sal, w tym największa o powierzchni 450 m², którą można dzielić przesuwnymi ściankami. Pozostałe sale mają od 26 do 78 m².

## Normaluhr

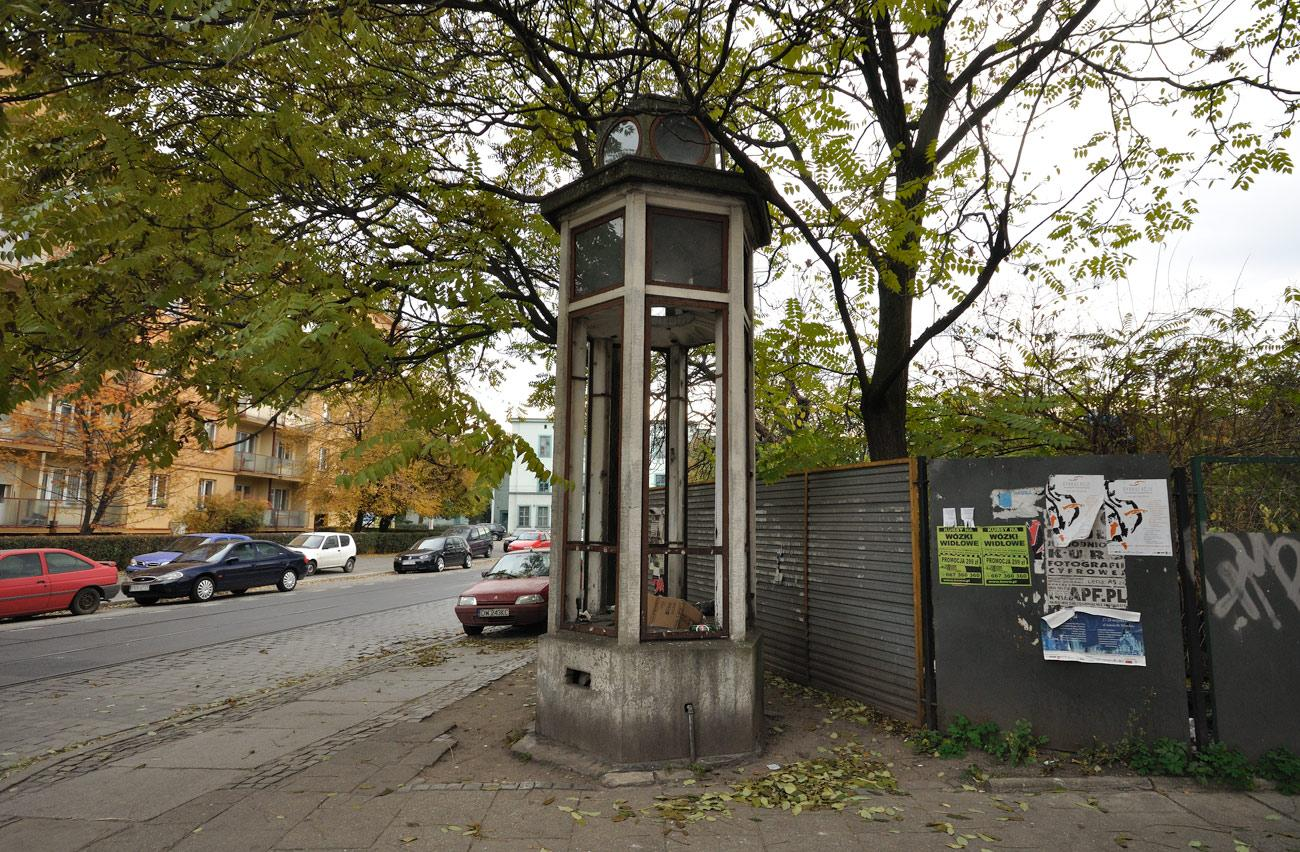
Słup ogłoszeniowy z zegarem i ogrodzenie wykopu przed rozpoczęciem budowy

Na utworzonym przed budynkiem miejskim placu usytuowano przedwojenny słup ogłoszeniowy z zegarem (tzw. Normaluhr). Takich zegarów powstało około 100, z okazji niemieckiego święta gimnastycznego w 1938 r. Pełniły one również funkcję propagandowych szczekaczek. Prawdopodobnie do dziś zachowały się jedynie dwa takie obiekty. Podczas realizacji inwestycji związanej z budową budynku «Silver Tower Center», zegar został odrestaurowany.

## Nagrody
Budynek, jak i jego otoczenie, otrzymał nagrodę w kategorii nowych obiektów, w ramach konkursu Przyjazna Przestrzeń Publiczna organizowanego przez Stowarzyszenie Architektów Polskich na realizacje dolnośląskich obiektów, w edycji obejmującej rok 2014. Członkowie kapituły przyznającej nagrody, uzasadniali przyznanie tej nagrody między innymi za:

… podjęcie ryzyka wprowadzenia „innej” formy w tkankę urbanistyczną – z nadzieją, że przyniesie dobre skutki, tworząc rzeczywistą przestrzeń publiczną.

Wskazuje się, że obiekt położony w otoczeniu Dworca Głównego

wprowadza intrygujące napięcie w przestrzeni miejskiej (…), co może prowadzić do powstania miejsca żywego, przyciągającego.

## Galeria

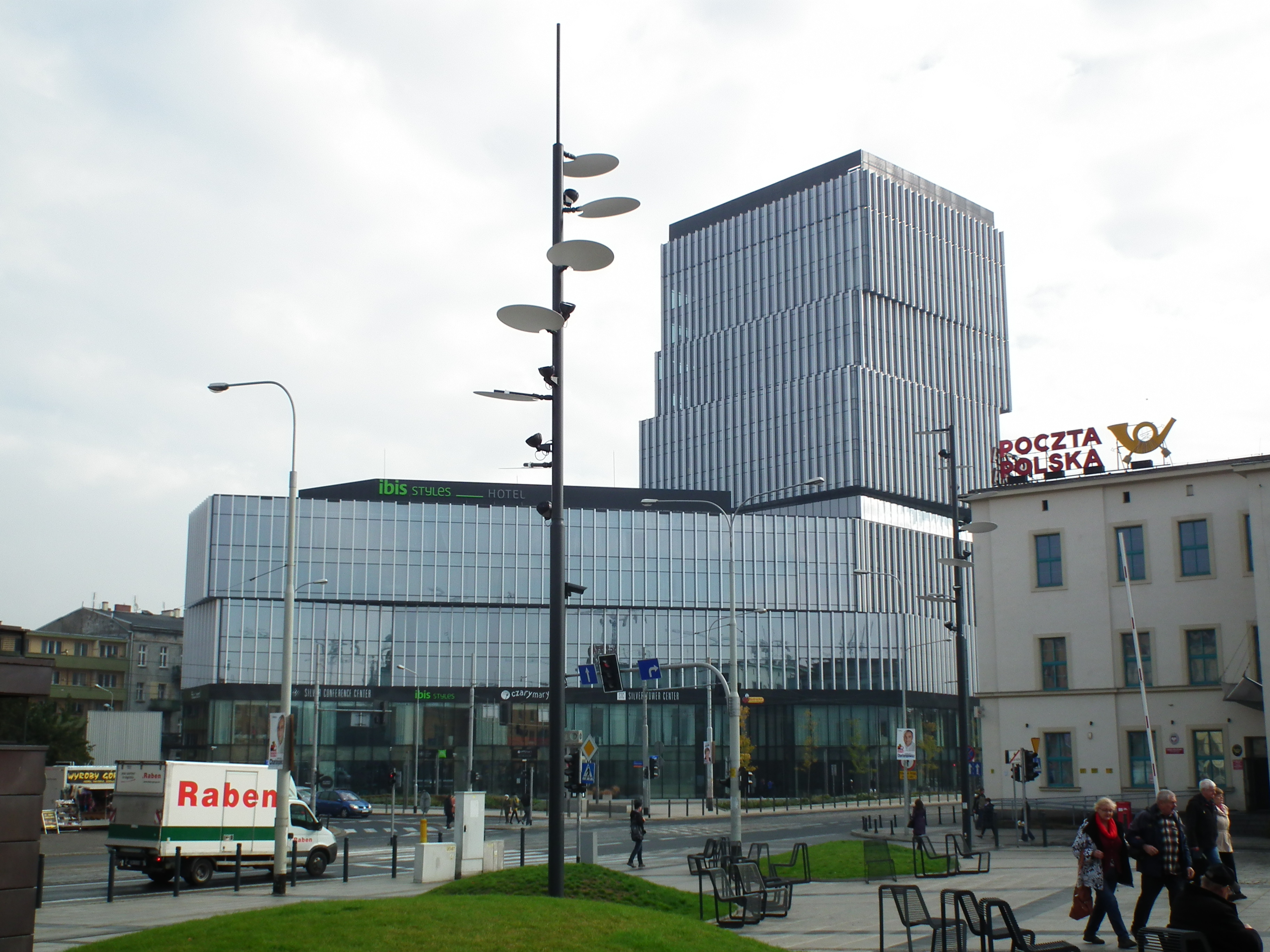
Widok od strony dworca głównego
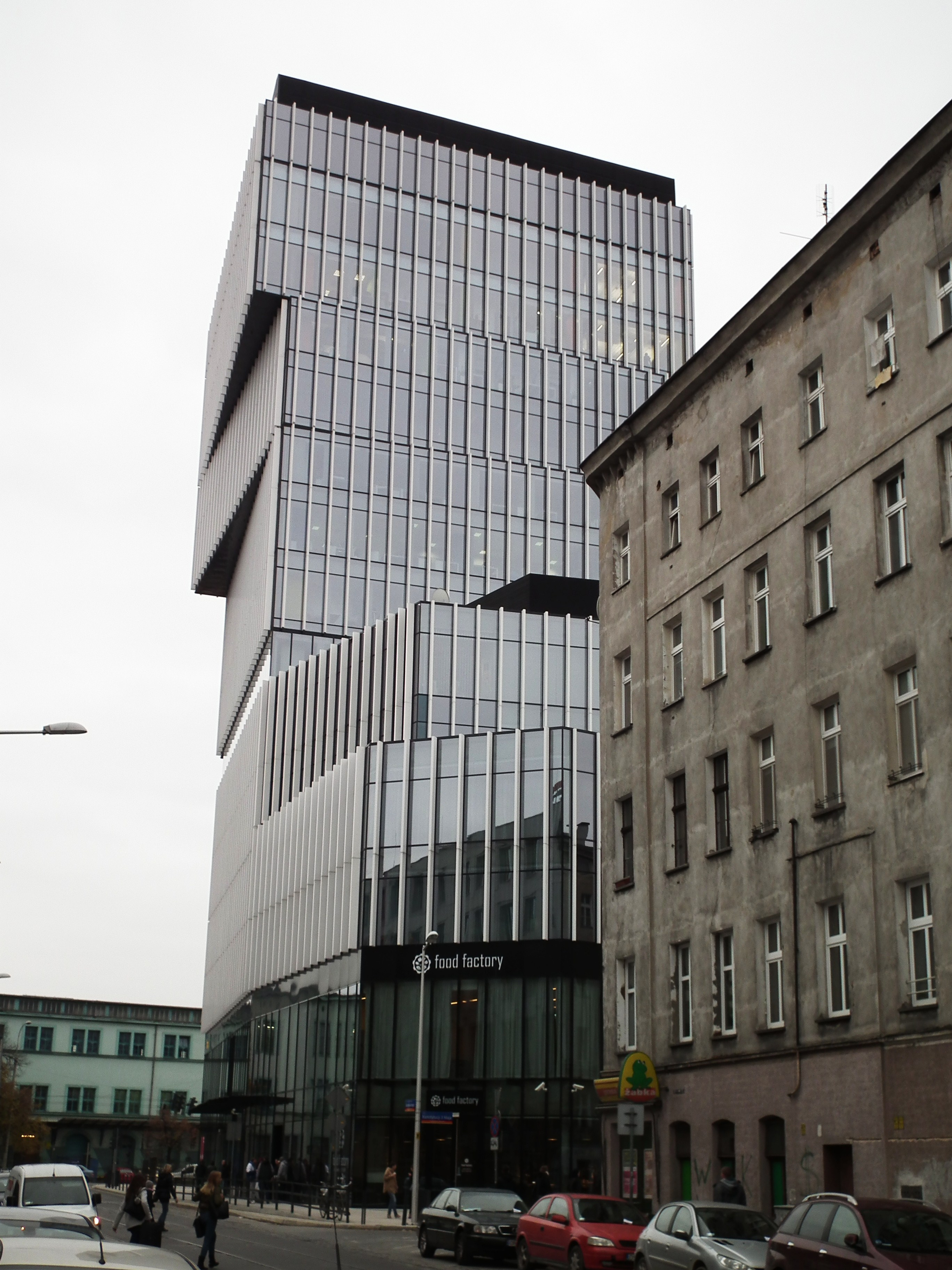
Widok z ul. Dąbrowskiego
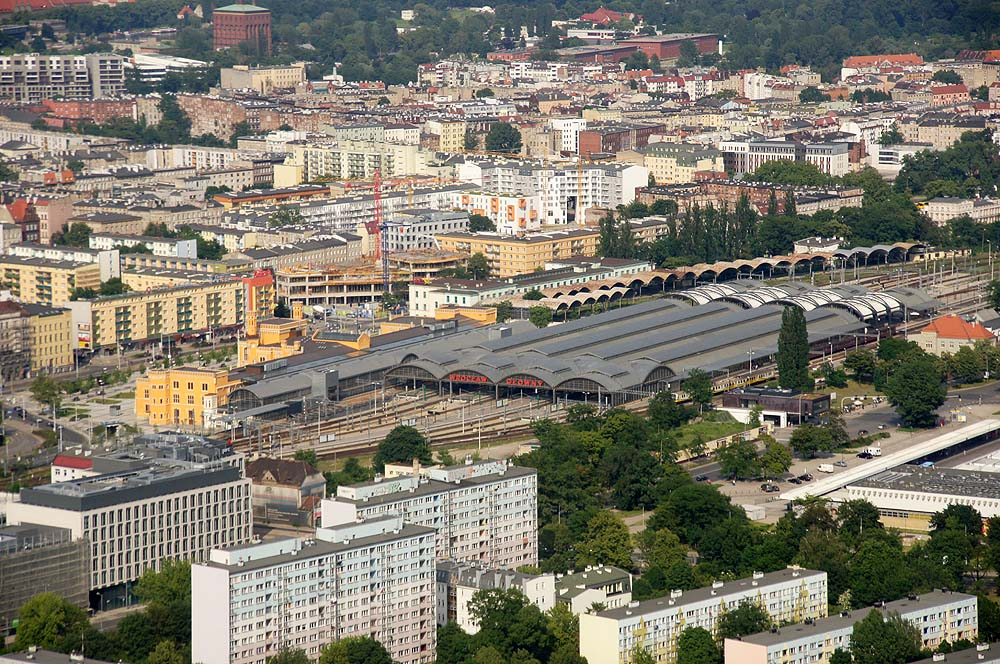
Widok na budowę budynku (za dworcem Wrocław Główny)